# Linia kolejowa Matkasielkia – Wiartsila
Linia kolejowa Matkasielkia – Wiartsila – linia kolejowa w Rosji łącząca stację Matkasielkia ze stacją Wiartsila i z granicą państwową z Finlandią.
Linia zarządzana jest przez region pietrozawodzki Kolei Październikowej (części Kolei Rosyjskich).
Linia położona jest w Republice Karelii. Na całej długości jest niezelektryfikowana i jednotorowa.

## Historia
Linia powstała w 1894 jako fragment Kolei Karelskiej - linii z Wyborga do Joensuu. Początkowo leżała w Imperium Rosyjskim. W okresie międzywojennym należała do Finlandii. Po zakończeniu II wojny światowej znalazła się w Związku Sowieckim. Od 1991 znajduje się w granicach Rosji.